# Amplirhagada herbertena
Amplirhagada herbertena là một loài air-breathing land snail, a terrestrial pulmonate gastropoda Mollusca thuộc họ Camaenidae. Nó là loài đặc hữu của Australia.